# Franziskaner-Rekollekten
Die Franziskaner-Rekollekten (Ordo Fratrum Minorum Recollectorum, Ordenskürzel OFMRec, von lateinisch se recolligere „sich zurückziehen“; recollectio „Rückzug“) bildeten vom 16. bis zum Ende des 19. Jahrhunderts einen Reformzweig des Franziskanerordens. Er entstand nach der Teilung des Ordens in die Konventualen (Minoriten) und die Observanten (Franziskaner) 1517 sowie der Abspaltung der Kapuziner 1528 innerhalb der observanten Richtung und bedeutete eine weitere Verschärfung der Ordensdisziplin im Sinne der Ordensregel des Gründers Franz von Assisi. Eine andere Bezeichnung ist Ordo Fratrum Minorum Strictionis Observantiae Recollectorum „Orden der minderen Brüder Rekollekten von der strikten Obeservanz“.
Die Ausprägung der rekollektischen Lebensformen war nicht einheitlich. Die Tätigkeiten der Brüder entsprachen weiterhin denen der nicht-rekollektischen Konvente und umfassten Predigt und Evangelisierung, sozial-caritatives Engagement, Unterricht in ordenseigenen Lateinschulen und wissenschaftliche Forschung. Allerdings nahmen gemeinsames Chorgebet, Schweigen und Bußübungen einen größeren Raum im Leben der Klostergemeinschaft ein; auch die Armutsregeln wurden strikter gehandhabt.
Ausgangspunkte für die Reform waren ab den 1530er-Jahren „Rekollektionshäuser“, Häuser der Sammlung und Einkehr, in die reformwillige Brüder sich zurückziehen konnten und die in zahlreichen Ordensprovinzen entstanden. Sie wurden zu erfolgreichen Reformmodellen, führten aber zu einer Verselbständigung der Reformzweige im Orden. Die Bewegung breitete sich von Spanien nach Frankreich aus, wo die französischen Könige sie als récollets ab 1592 unterstützten, und kam über Belgien auch nach Deutschland, England und Irland. 1772 umfasste sie 11.000 Brüder, die in 490 Niederlassungen in 22 Ordensprovinzen lebten. In den drei deutschen Provinzen (Thuringia, Colonia und Saxonia) schlossen sich alle Konvente den Rekollekten an, so dass es hier nicht zu einer Spaltung der observanten Franziskaner kam. Infolge der Französischen Revolution gingen die französischen Provinzen und die Colonia unter, die Rekollektenprovinzen Thuringia und Saxonia bestanden weiter. 
Parallel zu den Rekollekten waren innerhalb der Observanzbewegung die Zweige der Alcantariner oder Discalceaten in Spanien und der Franziskaner-Reformaten in Italien, Tirol, Österreich und Polen entstanden. Alle drei Zweige unterstanden einem einzigen Generalminister, hatten jedoch jeweils eine partielle Selbständigkeit mit eigenen Statuten unter der Leitung von Apostolischen Kommissaren oder Generalvikaren. Im 19. Jahrhundert relativierten sich die Unterschiede, so dass Papst Leo XIII. mit seiner Bulle Felicitate quadam vom 4. Oktober 1897 die drei Zweige zu einem einheitlichen Orden, dem ordo fratrum minorum mit einheitlichen Generalstatuten vereinigte. Dieser Orden wird heute als Franziskanerorden bezeichnet, neben den Minoriten und den Kapuzinern. Erster Generalminister nach der Union wurde der deutsche Aloys Lauer aus der Provinz Thuringia.